# 劉維開
劉維開（1955年—），籍貫山西省盂縣，台灣歷史學家，師從蔣永敬、李雲漢，專長民國政治、軍事、制度史，為台灣中华民國史研究權威之一，以熟稔檔案、精於史料考辨而著稱，是最早閱讀和利用《蔣介石日記》進行研究的學者。現任国立政治大學歷史學系兼任教授、民國歷史文化學社編審委員。

## 學歷
国立政治大學歷史學博士

## 經歷
- 國立政治大學歷史系專任教授
- 民國歷史文化學社編審委員
- 國立政治大學歷史系專任副教授
- 中國國民黨中央委員會文化傳播委員會黨史館副主任
- 中國國民黨中央委員會黨史委員會總幹事
- 國立政治大學歷史系兼任副教授
- 國立中正大學歷史系兼任副教授

## 作品
專書
- 2013.07，"蒋介石的1949：从下野到再起," 山西人民出版社
- 2009.12, "1940年代中國國民黨領導階層之分析," 論民國時期領導精英, 商務印書館(香港)有限公司, pp.296-316.
- 2009.08, "蔣中正的一九四九─從下野到復行視事," 時英文化.
- 1996.12, "羅家倫先生年譜," 中國國民黨中央委員會黨史委員會.
- 1995.08, "國難期間應變圖存問題之研究－從九一八到七七," 民國史學叢書, 國史館.
- 1994.11, "中國國民黨職名錄," 中國國民黨建黨一百週年叢書, 中國國民黨中央委員會黨史委員會.
- 1989.03, "編遣會議的實施與影響," 史學研究論文叢刊, 臺灣商務印書館.

論文
- 2009.02, "孫中山文集整編之回顧與發展－兼評介黃彥編《孫文選集》," 史林, Vol.2009年1期, No.110, pp.162-179.(CSSCI)
- 2009.01, "中國國民黨六屆臨時中全會之研究（1948.4.4－4.6）," 近代史研究, No.169期, pp.73-90.(CSSCI)
- 2008.09, "臺灣地區蔣中正先生資料之典藏與整理－兼論「事略稿本」之史料價值," 檔案季刊, Vol.7, No.3, pp.32-53.
- 2008.07, "蔣中正對韓戰的認知與因應," 輔仁歷史學報, No.21, pp.253-282.(THCI)
- 2008.05, "蔣中正對1949年失敗的檢討－以演講為中心的探討," 國立政治大學歷史學報, No.29, pp.85-125.(THCI)
- 2008.05, "「一九四九年」研究的新成果：評介《一九四九年前後之中國》," 近きに在りて（近鄰－關於近現代中國的自由論壇－）, No.53, pp.103-106.
- 2007.12, "蔣介石與6．25事件：認知與因應," 軍史, No.65, pp.69-99.(韓語(文))
- 2007.09, "宋子文與西安事變之善後," 國史館學術集刊, No.第十三期, pp.1-44.(THCI)
- 2005.12, "國防會議與國防聯席會議之召開與影響," 近代中國, No.163, pp.32-52.
- 2005.11, "訓政前期的黨政關係(1928-1937)-以中央政治會議為中心的探討," 國立政治大學歷史學報, No.24, pp.85-129.(THCI)
- 2005.11, "日俄戰爭與中國革命運動之發展," 國立國父紀念館館刊, No.16, pp.98-113.
- 2004.12, "從《蔣中正總統檔案》看蔣夫人1948年訪美之行," 近代中國季刊, No.158/159, pp.114-132.
- 2004.05, "國防最高委員會的組織與運作," 國立政治大學歷史學報, No.21, pp.135-164.(THCI)
- 2004.01, "臺灣地區典藏蔣夫人宋美齡女士檔案介紹," 婦研縱橫, No.69, pp.28-40.
- 2003.05, "蔣中正〈西安半月記〉研究," 國立政治大學歷史學報, No.20, pp.345-373.
- 2002.05, "蔣中正的東北經驗與九一八事變的應變作為──兼論所謂「銑電」及「蔣張會面說」," 國立政治大學歷史學報, No.19, pp.195-219.
- 2002.04, "中日和約簽訂經過-以蔣中正總統為中心的探討," 近代中國, Vol.0, No.148, pp.0.
- 2001.12, "西安事變後的蔣中正先生與張學良," 近代中國, Vol.0, No.146, pp.0.
- 2001.12, "《鏡海叢報》中的孫中山先生早年形象," 近代中國, Vol.0, No.146, pp.0.
- 2001.12, "中國國民黨對辛亥革命史料的徵集與運用," 近代中國, Vol.0, No.146, pp.0.
- 2000.12, "從《顧維鈞回憶錄》看顧維鈞在韓戰初期中美外交中的角色," 近代中國, Vol.0, No.140, pp.0.
- 2000.06, "蔣中正總統對韓戰及相關問題的看法與政策－民國三十九年," 近代中國, Vol.0, No.137, pp.0.
- 2000.06, "蔣中正第三次下野之研究," 國立政治大學歷史學報, Vol.0, No.17, pp.131-156.
- 2000.02, "蔣中正先生復行視事," 近代中國, Vol.0, No.135, pp.0.
- 1999.12, "國軍在中國大陸的最後一戰－以胡宗南為中心的探討," 中華軍史學會會刊, Vol.0, No.5, pp.377-398.
- 1999.05, "中央非常委員會成立經過的研究," 國立政治大學歷史學報, Vol.0, No.16, pp.147-168.
- 1999,    "隱忍與決裂－盧溝橋事變前國民政府對日和戰的選擇," 近代中國, Vol.0, No.130-131, pp.0.
- 1996.10, "中國國民黨中央委員會黨史委員會藏會議史料的內容與應用," 近代中國, No.115.
- 1994.09, "西安事變前張學良與中共的接觸," 中國歷史學會史學集刊, No.26.
- 1989.07, "日據時期馬來亞華人的處境與反應," 中國歷史學會史學集刊, No.21.
- 1986.08, "北伐收復京津之役," 近代中國, No.54.

## 外部連結
- 政治大學歷史學系 劉維開教授簡介
- 政治大學歷史學系